# Lilia Aguilar Gil
Aguilar  Gil est un nom espagnol. Le premier nom de famille, en général paternel, est Aguilar ; le second, en général maternel, souvent omis, est Gil.
Lilia Aguilar Gil, née le 17 août 1977, est une politicienne mexicaine affiliée avec le Parti du travail (PT). Elle est députée au sein de la LXIIe législature du Congrès mexicain, représentant Chihuahua.